# Office of Foreign Assets Control
Das Office of Foreign Assets Control (OFAC; deutsch ‚Amt zur Kontrolle von Auslandsvermögen‘) ist die Kontrollbehörde des Finanzministeriums der Vereinigten Staaten. OFAC recherchiert im Auftrag des Finanzministeriums Ziele für mögliche Sanktionen und setzt sie um. Durch das Einfrieren des Vermögens „illegaler Akteure“ werden diese vom US-Finanzsystem abgeschnitten und deren Möglichkeiten beschränkt, am internationalen Bankenverkehr teilzunehmen.

## Gründung
Die Behörde wurde 1950 gegründet, nachdem China in den Koreakrieg eingegriffen hatte und US-Präsident Truman alle chinesischen Vermögenswerte in den USA einfrieren ließ. OFAC ist zuständig für die Überwachung von Handels- und Wirtschafts-Sanktionen, die die USA aus Gründen der Außenpolitik und Nationalen Sicherheits-Interessen gegen Staaten, Organisationen und Individuen verhängt haben.
Es gibt zahlreiche Vorgängerorganisationen; die älteste eigene Behörde, die dem OFAC vorausging, war die Division of Foreign Assets Control im Geschäftsbereich des Finanzministeriums der Vereinigten Staaten (1940).

## Personal

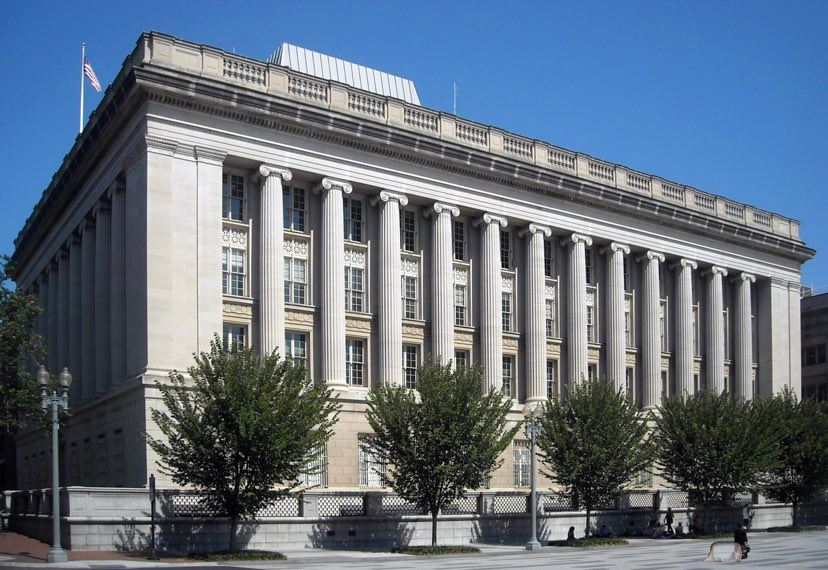
Das Office of Foreign Assets Control befindet sich an der Ecke von Pennsylvania Avenue und Madison Place in Washington, D.C.

Direktor war von Februar 2015 bis Anfang Mai 2018 John E. Smith, seine Position wurde zunächst kommissarisch durch die stellvertretende Direktorin Andrea M. Gacki übernommen. Im September 2018 wurde Gacki die Leitung dauerhaft übertragen.
Das OFAC hatte im Mai 2018 etwa 170 Mitarbeiter.

## Aktivitäten
OFAC führte 2016 mehr als 600 Untersuchungen durch. Ein Bestand von Sanktionen gegen etwa 5.800 Personen und Organisationen wurden 2017 von OFAC überwacht.